# Đỉnh nhọn La Perouse
Đỉnh nhọn La Perouse (tiếng Anh: La Perouse Pinnacle) là một hòn đá núi lửa nằm ở khoảng giữa các bãi cạn Frigate Pháp thuộc quần đảo Tây Bắc Hawaii, tiểu bang Hawaii, Hoa Kỳ. Hòn đá này được đặt tên theo nhà thám hiểm người Pháp Jean-François de La Pérouse, vị chỉ huy của hai tàu frigate đã "tìm ra" rạn san hô vòng Frigate Pháp vào ngày 6 tháng 11 năm 1786.
Đỉnh nhọn La Perouse nằm cách đảo Tern khoảng 12 km về phía đông nam, được cấu tạo từ đá bazan tolêit và là phần còn lại của một núi lửa đã chìm xuống đại dương. Khối đá có chiều dài khoảng 55 m (60 yd), chiều rộng khoảng 18 m (20 yd) và cao khoảng 37 m (122 ft). Có thể quan sát được đỉnh nhọn La Perouse từ khoảng cách ít nhất là 8 hải lý. Trông từ xa, khối đá này trông như một con thuyền hai buồm. Về phía tây của đỉnh nhọn La Perouse còn có một hòn đá nhỏ khác (xem hình).